# Karang Mojo
Karang Mojo is een bestuurslaag in het regentschap Jombang van de provincie Oost-Java, Indonesië. Karang Mojo telt 2937 inwoners (volkstelling 2010).